# 라티노 레전드 팀
라티노 레전드 팀은 미국 메이저 리그에서 활약했거나 활약중인 라틴 아메리카출신 선수중에서 선정된 야구 올스타 팀이다. 라틴 아메리카 출신 선수들이 메이저 리그 역사에 남긴 업적을 기리기 위해 2005년에 팬 투표를 통해 선정되었다. 투표는 메이저 리그 공식 사이트인 MLB.com과 시보레 가맹점에서 이루어졌고, 이를 통해 총 160만명이 투표에 참가했다. 선정자 발표는 2005년 월드시리즈 4차전에 앞서 치러진 행사에서 배우 에드워드 제임스 올모스의 사회로 발표되었다. 선택된 선수들은 다음과 같다:
- 이반 로드리게스, 포수( 푸에르토리코)
- 알버트 푸홀스, 1루수( 도미니카 공화국)
- 로드 커류, 2루수( 파나마)
- 에드가 마르티네스, 3루수( 푸에르토리코)
- 알렉스 로드리게스, 유격수( 도미니카 공화국)
- 로베르토 클레멘테, 외야수( 푸에르토리코)
- 매니 라미레즈, 외야수( 도미니카 공화국)
- 블라디미르 게레로, 외야수( 도미니카 공화국)
- 페드로 마르티네스, 선발 투수( 도미니카 공화국)
- 후안 마리샬, 선발 투수( 도미니카 공화국)
- 페르난도 발렌수엘라, 선발 투수( 멕시코)
- 마리아노 리베라, 마무리 투수( 파나마)

메이저 리그 명예의 전당에 헌액된 유일한 남미 출신 선수이자 시카고 화이트삭스의 스타 유격수였던 베네수엘라의 루이스 아파리시오는 선택되지 못했다. 화이트삭스의 외야수였던 쿠바의 미니 미노소도 역시 포함되지 못했다. 선정된 선수들이 발표된 이 날 밤 화이트삭스가 월드시리즈를 우승하면서 화이트삭스 감독 아지 기옌은 월드시리즈를 우승한 최초의 라틴 출신 감독이 되었다.
푸에르토리코 출신의 로베르토 알로마는 선택되지 못했다. 500홈런 이상을 친 새미 소사, 라파엘 팔메이로, 호세 칸세코 등은 약물 복용 문제로 선택되지 못했다. (에이로드, 매니는 이후 적발)